# Björn Tschöpe

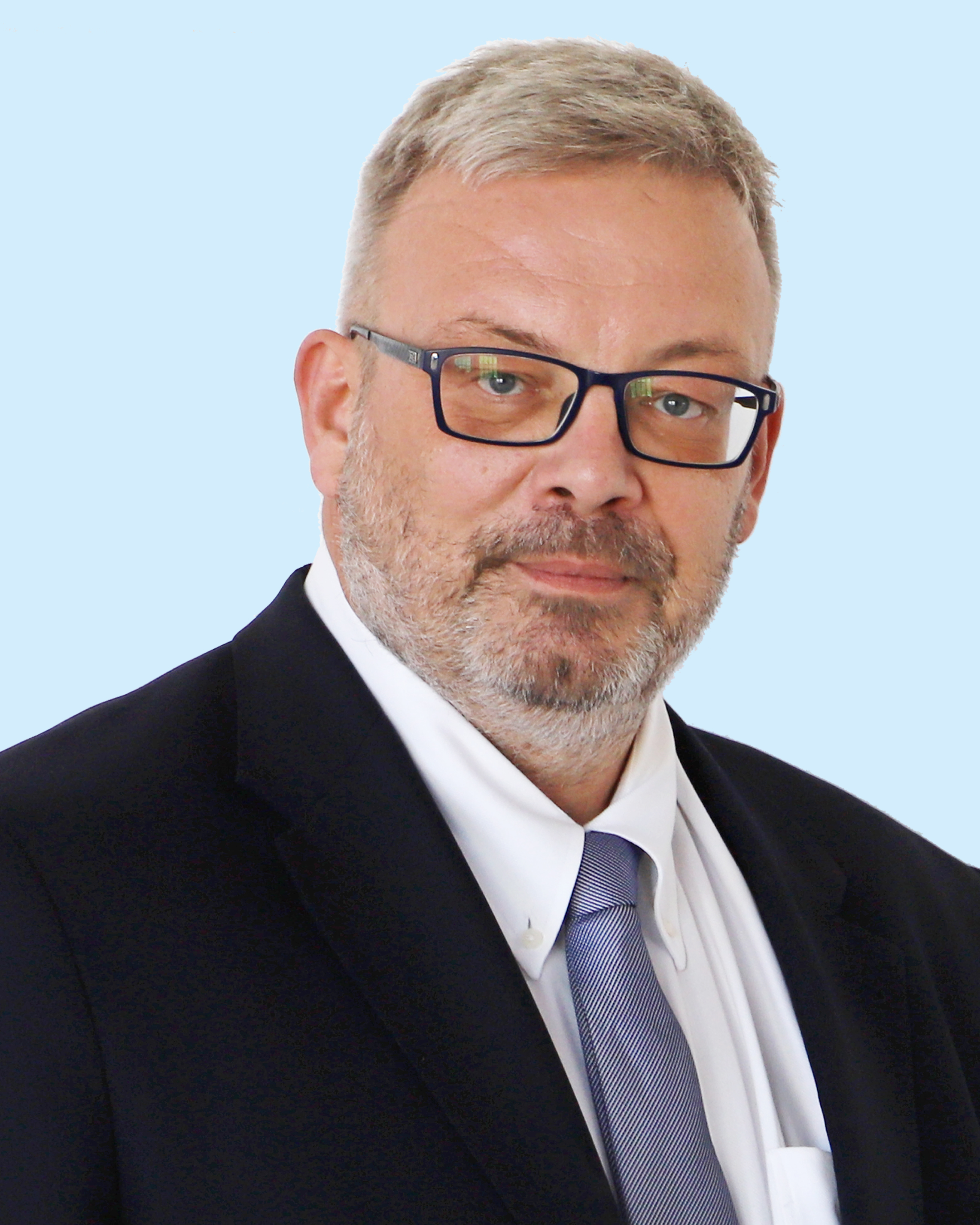
Björn Tschöpe, 2018

Björn Tschöpe (* 31. Juli 1967 in Bremen) ist ein deutscher Politiker (SPD). Von 2003 bis 2019 gehörte er der Bremischen Bürgerschaft an, davon die letzten zehn Jahre als Vorsitzender der SPD-Bürgerschaftsfraktion. Seit August 2019 amtiert er als Staatsrat bei der Senatorin für Justiz und Verfassung der Freien Hansestadt Bremen.

## Leben
Nach dem Abitur und der Ableistung des Zivildienstes im Rettungsdienst studierte Tschöpe Rechtswissenschaft an der Universität Bremen. Daneben erfolgte 1989 die Berufsanerkennung als Rettungsassistent und 1993 als Lehrrettungsassistent. Von 1994 bis 1995 leitete Tschöpe eine Berufsfachschule für Rettungsassistenten. In den Jahren 1995 bis 1997 leistete er das Referendariat unter anderem mit einer sechsmonatigen Station bei der Judicial Commission of New South Wales in Sydney ab und war ab 1998 als Rechtsanwalt in einer zivil- und verwaltungsrechtlich ausgerichteten Sozietät selbständig. 
Zwischen dem Zivildienst und der selbständigen Tätigkeit war er in unterschiedlichen Beschäftigungsverhältnissen für den Arbeiter-Samariter-Bund (ASB) als Rettungsassistent, Dozent und in Auslandshilfeprojekten in Lettland und Aserbaidschan aktiv.

## Politik
1983 trat Tschöpe der SPD im Ortsverein Horn Achterdiek bei. Seither war er innerhalb der Partei auf verschiedenen Delegierten- und Vorstandsposten der SPD, der Jusos, des sozialdemokratischen Kulturforums und der Arbeitsgemeinschaft sozialdemokratischer Juristinnen und Juristen tätig.
Tschöpe war von 1999 bis 2003 Deputierter in der Kulturdeputation und vom 8. Juni 2003 bis zum 16. August 2019 Mitglied der Bremischen Bürgerschaft. Im Landesparlament war er in verschiedenen Ausschüssen tätig, zudem Mitglied des SPD-Fraktionsvorstandes, innenpolitischer Sprecher und zuständig für Lesben-, Schwulenpolitik und religionspolitische Fragen. Vom 19. Oktober 2009 bis zum 7. Juni 2019 amtierte er als Vorsitzender der SPD-Bürgerschaftsfraktion.
Zu Beginn der 20. Wahlperiode der Bürgerschaft kandidierte Tschöpe nicht erneut für den Fraktionsvorsitz, sondern schied am 16. August 2019 aus dem Parlament aus, um nach der erfolgten Neubildung des Bremer Senats das Amt des Staatsrates bei der Senatorin für Justiz und Verfassung Claudia Schilling anzutreten.

## Weitere Mitgliedschaften
Tschöpe war seit 1994 Landesvorstandsmitglied und von 2005 bis 2010 Landesvorsitzender des Arbeiter-Samariter-Bundes Bremen. Seit der von ihm mit initiierten Ausgründung wesentlicher Betriebsteile aus dem Verein in Betriebsgesellschaften war er bis 2010 Aufsichtsratsmitglied der ASB Altenwohn- und Pflegeheim GmbH, der ASB Ambulante Pflege Bremen GmbH, der ASB Sozialpsychiatrische Hilfen GmbH, der ASB Gesellschaft für soziale Hilfen mbH, der ASB Zivildienstschule Ritterhude GmbH und der ASB Zuwandererbetreuungs GmbH. 
Er war Mitglied des Rundfunkrats von Radio Bremen. Seit 1988 ist er Mitglied der Gewerkschaft Öffentliche Dienste, Transport und Verkehr (ÖTV) bzw. der Folgeorganisation Vereinte Dienstleistungsgewerkschaft (ver.di).